# Campionati africani di nuoto 2008
I IX Campionati africani di nuoto si sono svolti dal 1º al 7 dicembre 2008 a Johannesburg, Sudafrica.
I Paesi partecipanti furono 18.

## Paesi partecipanti
- Algeria
- Angola
- Costa d'Avorio
- Egitto
- Guinea
- Kenya

- Mauritius
- Marocco
- Mozambico
- Namibia
- Nigeria
- Senegal

- Sudafrica
- eSwatini
- Tanzania
- Tunisia
- Uganda
- Zimbabwe

## Podi

### Uomini
| Evento               | Oro                                                                    | Perform. | Argento                                                                | Perform. | Bronzo                                                              | Perform. |
| Stile libero         |                                                                        |          |                                                                        |          |                                                                     |          |
| 50 m                 | Oussama Mellouli                                                       | 23"26    | Timothy Ferris                                                         | 24"08    | Yellow Yeiyah                                                       | 24"15    |
| 100 m                | Oussama Mellouli                                                       | 49"81    | Jason Dunford                                                          | 50"05    | Farouk Ben Jeddi                                                    | 53"23    |
| 200 m                | Oussama Mellouli                                                       | 1'50"28  | Jason Dunford                                                          | 1'52"09  | Riaan Schoeman                                                      | 1'52"76  |
| 400 m                | Oussama Mellouli                                                       | 3'58"17  | Riaan Schoeman                                                         | 3'58"57  | Ahmed Mathlouthi                                                    | 4'06"22  |
| 800 m                | Oussama Mellouli                                                       | 8'20"73  | Riaan Schoeman                                                         | 8'24"17  | Ahmed Mathlouthi                                                    | 8'26"09  |
| 1500 m               | Oussama Mellouli                                                       | 16'12"00 | Chad Ho                                                                | 16'18"34 | Ahmed Mathlouthi                                                    | 17'34"47 |
| Dorso                |                                                                        |          |                                                                        |          |                                                                     |          |
| 50 m                 | Jason Dunford                                                          | 26"73    | Darren Murray                                                          | 26"85    | Oussama Mellouli                                                    | 26"92    |
| 100 m                | George du Rand                                                         | 55"92    | Darren Murray                                                          | 57"89    | Amine Kouam                                                         | 59"53    |
| 200 m                | George du Rand                                                         | 2'01"02  | Darren Murray                                                          | 2'06"08  | Taki Mrabet                                                         | 2'10"82  |
| Rana                 |                                                                        |          |                                                                        |          |                                                                     |          |
| 50 m                 | Malick Fall                                                            | 28"38    | Thabang Moeketsane                                                     | 29"15    | Chad le Clos                                                        | 30"55    |
| 100 m                | Malick Fall                                                            | 1'02"71  | William Diering                                                        | 1'02"72  | Thabang Moeketsane                                                  | 1'04"30  |
| 200 m                | William Diering                                                        | 2'16"00  | Oussama Mellouli                                                       | 2'17"57  | Chad le Clos                                                        | 2'24"20  |
| Farfalla             |                                                                        |          |                                                                        |          |                                                                     |          |
| 50 m                 | Jason Dunford                                                          | 23"50    | Garth Tune                                                             | 24"42    | Yellow Yeiyah                                                       | 25"27    |
| 100 m                | Jason Dunford                                                          | 52"49    | Garth Tune                                                             | 54"25    | George du Rand                                                      | 54"65    |
| 200 m                |                                                                        |          |                                                                        |          |                                                                     |          |
| Misti                |                                                                        |          |                                                                        |          |                                                                     |          |
| 200 m                | Oussama Mellouli                                                       | 2'06"04  | Chad le Clos                                                           | 2'06"76  | Taki Mrabet                                                         | 2'08"54  |
| 400 m                | Oussama Mellouli                                                       | 4'25"16  | Riaan Schoeman                                                         | 4'27"40  | Taki Mrabet                                                         | 4'37"31  |
| Staffette            |                                                                        |          |                                                                        |          |                                                                     |          |
| 4x100 m stile libero | Tunisia Farouk Ben Jeddi Ahmed Mathlouthi Taki Mbaret Oussama Mellouli | 3'29"79  | Sudafrica George du Rand Pierre Wirth Garth Tune Riaan Schoeman        | 3'32"34  | Senegal Malick Fall Matar Samb Abdou Khadre Niane Papa Madiop Ndong | 3'42"24  |
| 4x200 m stile libero |                                                                        |          |                                                                        |          |                                                                     |          |
| 4x100 m misti        | Sudafrica Darren Murray Thabang Moeketsane Garth Tune George du Rand   | 3'48"46  | Tunisia Taki Mbaret Oussama Mellouli Farouk Ben Jeddi Ahmed Mathlouthi | 3'57"85  | Angola Matias Joao Pedro Pinotes Paulo Rebelo Helder Foretes        | 4'11"98  |
| Acque libere         |                                                                        |          |                                                                        |          |                                                                     |          |
| 5 km                 | Chad Ho                                                                | 58'39"   | Aziz Mazen                                                             | 1h00'56" | Abdul-Malick Railoun                                                | 1h00'59" |

### Donne
| Evento               | Oro                                                               | Perform. | Argento                                                             | Perform. | Bronzo                                                                   | Perform. |
| Stile libero         |                                                                   |          |                                                                     |          |                                                                          |          |
| 50 m                 | Sarra Chahed                                                      | 26"79    | Achieng Ajulu-Bushell                                               | 26"88    | Megan Scott                                                              | 27"84    |
| 100 m                | Melissa Corfe                                                     | 58"10    | Sarra Chahed                                                        | 58"21    | Achieng Ajulu-Bushell                                                    | 58"72    |
| 200 m                | Zeineb Khalfallah                                                 | 2'08"04  | Dominique Dryding                                                   | 2'10"28  | Moira Fraser                                                             | 2'10"58  |
| 400 m                |                                                                   |          |                                                                     |          |                                                                          |          |
| 800 m                |                                                                   |          |                                                                     |          |                                                                          |          |
| 1500 m               |                                                                   |          |                                                                     |          |                                                                          |          |
| Dorso                |                                                                   |          |                                                                     |          |                                                                          |          |
| 50 m                 | Sarra Chahed                                                      | 31"08    | Rene Warnes                                                         | 31"58    | Binta Zahra Diop                                                         | 32"44    |
| 100 m                | Amanda Loots                                                      | 1'05"21  | Jonay Briedenhann                                                   | 1'08"04  | Kirsten Lapham                                                           | 1'10"12  |
| 200 m                |                                                                   |          |                                                                     |          |                                                                          |          |
| Rana                 |                                                                   |          |                                                                     |          |                                                                          |          |
| 50 m                 | Achieng Ajulu-Bushell                                             | 32"64    | Sarra Lajnef                                                        | 34"07    | Robyn Ferguson                                                           | 35"03    |
| 100 m                | Achieng Ajulu-Bushell                                             | 1'12"88  | Sarra Lajnef                                                        | 1'13"30  | Jessica Liss                                                             | 1'13"49  |
| 200 m                | Jessica Liss                                                      | 2'33"39  | Sarra Lajnef                                                        | 2'40"54  | Maxine Heard                                                             | 2'44"30  |
| Farfalla             |                                                                   |          |                                                                     |          |                                                                          |          |
| 50 m                 | Amanda Loots                                                      | 27"66    | Megan Scott                                                         | 28"63    | Binta Zahra Diop                                                         | 28"66    |
| 100 m                | Amanda Loots                                                      | 1'00"58  | Megan Scott                                                         | 1'03"46  | Mariem Meddeb                                                            | 1'04"01  |
| 200 m                |                                                                   |          |                                                                     |          |                                                                          |          |
| Misti                |                                                                   |          |                                                                     |          |                                                                          |          |
| 200 m                | Amanda Loots                                                      | 2'18"91  | Jessica Liss                                                        | 2'23"90  | Sarra Lajnef                                                             | 2'24"74  |
| 400 m                |                                                                   |          |                                                                     |          |                                                                          |          |
| Staffette            |                                                                   |          |                                                                     |          |                                                                          |          |
| 4x100 m stile libero | Tunisia Zeineb Khalfallah Sarra Lajnef Mariem Meddeb Sarra Chahed | 3'58"45  | Sudafrica Megan Scott Dominique Dryding Robyn Fersugon Amanda Loots | 4'06"54  | Kenya Pina Ercolano Sylvia Brunlehner Rachita Shah Achieng Ajulu-Bushell | 4'16"33  |
| 4x200 m stile libero |                                                                   |          |                                                                     |          |                                                                          |          |
| 4x100 m misti        | Sudafrica                                                         | 4'23"65  | Tunisia                                                             | 4'29"42  | Senegal                                                                  | 4'46"37  |
| Acque libere         |                                                                   |          |                                                                     |          |                                                                          |          |
| 5 km                 | Natalie du Toit                                                   | 1h04'01" | Dominique Dryding                                                   | 1h06'43" | Sarra Lajnef                                                             | 1h10'08" |

## Medagliere
| Posizione | Paese     | Oro | Argento | Bronzo | Totale |
| --------- | --------- | --- | ------- | ------ | ------ |
| 1         | Tunisia   | 13  | 7       | 11     | 31     |
| 2         | Sudafrica | 11  | 19      | 8      | 38     |
| 3         | Kenya     | 5   | 3       | 2      | 10     |
| 4         | Senegal   | 2   | 0       | 3      | 5      |
| 5         | Zimbabwe  | 0   | 1       | 3      | 4      |
| 6         | Namibia   | 0   | 1       | 0      | 1      |
| 7         | Nigeria   | 0   | 0       | 2      | 2      |
| 8         | Angola    | 0   | 0       | 1      | 1      |
| 8         | Marocco   | 0   | 0       | 1      | 1      |
| Totale    | Totale    | 31  | 31      | 31     | 93     |